# Stemmiulus feae
Stemmiulus feae är en mångfotingart. Stemmiulus feae ingår i släktet Stemmiulus och familjen Stemmiulidae. Inga underarter finns listade i Catalogue of Life.